# Japanische Volleyballnationalmannschaft der Männer
Die japanische Volleyballnationalmannschaft der Männer ist eine Auswahl der besten japanischen Spieler, die die Japan Volleyball Association bei internationalen Turnieren und Länderspielen repräsentiert. Japan ist mit neun Titeln bei Asienmeisterschaften eine der erfolgreichsten Mannschaften des Kontinents. International feierte die Nationalmannschaft ihre größten Erfolge in den 1970er Jahren mit dem Olympiasieg 1972 und zwei dritten Plätzen bei den Weltmeisterschaften 1970 und 1974.

## Geschichte

### Weltmeisterschaften
Bei seiner ersten Teilnahme an einer Volleyball-Weltmeisterschaft belegte Japan 1960 den achten Platz. Anschließend steigerten sich die Japaner über Platz fünf auf den dritten Rang, den sie 1970 und 1974 erreichten. Danach wurden die Ergebnisse allerdings – abgesehen vom vierten Platz 1982 – deutlich schlechter und lagen zwischen Platz neun und elf. 1998 kam die Mannschaft nicht über den 16. Platz hinaus. Bei der WM 2006 im eigenen Land wurde Japan Achter und 2010 in Italien Dreizehnter. Vier Jahre später verpassten die Japaner die Qualifikation für die WM 2014 und waren damit erstmals seit 1956 nicht vertreten. Beim Turnier 2018 schieden sie in der ersten Gruppenphase aus und belegten den 17. Rang.

### Olympische Spiele
Beim ersten olympischen Volleyballturnier 1964 in Tokio gewannen die Gastgeber Bronze. Bei den Spielen 1968 unterlagen sie der Sowjetunion erst im Finale. 1972 in München wurde Japan mit einem Sieg gegen die DDR Olympiasieger. Beim Turnier 1976 reichte es noch zum vierten Rang. 1984 (Siebter) und 1988 (Zehnter) schnitten die Japaner schlechter ab und nach dem sechsten Rang 1992 fehlten sie einige Jahre bei Olympia. 2008 in Peking waren die Japaner wieder dabei, schieden allerdings sieglos nach der Vorrunde aus. Die Turniere 2012 und 2016 verpassten sie wieder. Bei den Olympischen Spielen 2020 war Japan als Gastgeber gesetzt und erreichte das Viertelfinale, schied hier jedoch ohne Satzgewinn gegen Brasilien aus. Bei den Spielen 2024 in Paris schied Japan im Viertelfinale aus.

### Asienmeisterschaften
Japan wurde 1975 im Finale gegen Südkorea erster Asienmeister. Nach einem dritten Platz 1979 gewannen die Japaner 1983 im eigenen Land gegen China erneut den Titel, den sie vier Jahre später erfolgreich verteidigten. 1989 unterlagen sie dem Gastgeber Südkorea, den sie 1991 bezwangen. Auf einen dritten Platz 1993 folgte 1995 der nächste Titel. Beim nächsten Turnier gelang China 1997 die Revanche. Anschließend wurde Japan 1999 Vierter und zwei Jahre später Dritter. 2003 erzielte die Mannschaft mit dem siebten Rang ihr bisher schlechtestes Ergebnis. 2005 wurden die Japaner zum sechsten Mal Asienmeister, 2007 unterlagen sie gegen Australien. 2009 im Finale gegen den Iran gewannen sie zum siebten Mal. Als Fünfter 2011 und Vierter 2013 verpassten sie zweimal die Medaillenränge. In den Endspielen 2015 gegen den Iran und 2017 gegen Kasachstan holten sie den achten und neunten Titel. Das Turnier 2019 beendeten sie auf dem dritten Rang. 2023 gewann Japan zum zehnten Mal die Asienmeisterschaft.

### World Cup
Bei der ersten Ausgabe des World Cup 1965 wurde Japan Vierter. 1969 unterlagen die Japaner gegen die bundesdeutsche Mannschaft, 1977 gegen die Sowjetunion. Es folgten drei sechs Plätze. Danach gab es die Ränge vier und fünf für Japan. Von 1999 bis 2011 schnitten die Japaner mit Platz zehn und neun schlechter ab. Nach einem sechsten Rang 2015 steigerten sie sich zu einem vierten Platz 2019.

### Nations League
In der Nations League 2018 belegten die Japaner den zwölften Rang. 2019 wurden sie Zehnter. 2023 erreichten sie das Halbfinale und wurden dritter. Das bis dahin beste Ergebnis gelang 2024 mit dem zweiten Platz.

### Weltliga
Japan spielte von 1990 bis 1997 sowie von 2001 bis 2007 in der Weltliga mit, kam aber noch nie über die Vorrunde hinaus. 2008 belegten die Japaner zum dritten Mal nach 1990 und 1993 den sechsten Rang. 2009 scheiterte man wieder in der Vorrunde. Nach einer Pause 2010 scheiterten die Japaner 2011 erneut in der Vorrunde. In den weiteren Jahren bis 2017 gab es weiterhin zweistellige Platzierungen.